# Темнолєська (Краснодарський край)
Темнолєська — станиця в Апшеронському районі Краснодарского краю.
Станиця розташована за 4 км на схід від селища Мезмай, в верхів'ях річки Мезмай (притока Курджипса).
Лісозаготівля. Екологічний туризм.

## Історія
Поселення Мезмайський засновано у 1868 році у спустошеній російським військом черкеській землі. У 1870 році його перейменовано на село Темний Ліс (Темноліське). Не пізніше 1938 року село перетворено на Темноліську станицю.
З 1930-х до 1980-х років діяла станція лісовозної вузькоколійної залізниці — Апшеронської вузькоколійки.

## Уродженці
- Болеслав Лещинський (1837—1918) — польський актор театра й кіно.